# أرميندو فيريرا
أرميندو فيريرا (بالفرنسية: Armindo Ferreira)‏ هو لاعب كرة قدم فرنسي في مركز الوسط، ولد في 31 يناير 1976 في نيور في فرنسا. لعب مع نادي شاتورو ونادي نيور.

## وصلات خارجية
- أرميندو فيريرا على موقع قاعدة بيانات كرة القدم.إي يو (الإنجليزية)